# Ознака Гаусса
Ознака Гаусса — загальна ознака збіжності числових рядів з додатними членами, встановлена у 1812 році Карлом Гауссом під час дослідження збіжності гіпергеометричного ряду.

## Формулювання
Нехай дано ряд {\displaystyle \sum _{n=1}^{\infty }a_{n},(a_{n}\geqslant 0)} і обмежена числова послідовність {\displaystyle {c_{n}}}. Тоді якщо відношення {\displaystyle {\frac {a_{n}}{a_{n+1}}}} подається у вигляді:
{\displaystyle {\frac {a_{n}}{a_{n+1}}}=\alpha +{\frac {\beta }{n}}+{\frac {c_{n}}{n^{\lambda }}},}
де {\displaystyle \alpha ,\beta ,\lambda } — сталі числа ({\displaystyle \lambda >1}), то ряд {\displaystyle \sum _{n=1}^{\infty }a_{n}} збігається при {\displaystyle \alpha >1} і розбігається при {\displaystyle \alpha <1}. Якщо ж {\displaystyle \alpha =1}, то ряд збігається при {\displaystyle \beta >1} і розбігається при {\displaystyle \beta \leqslant 1}.